# Roger Karlsson (fotbollsspelare)
Roger Valentin Karlsson, född 24 juni 1911 i Eskilstuna, död 24 juni 1937 i Karlskoga, var en svensk fotbolls- och bandyspelare.
Karlsson representerade i fotboll IFK Eskilstuna och Karlskoga IF, och spelade åren 1934–1935 fyra A-landskamper (2 mål) för Sverige. I bandy spelade han först för IFK Uppsala och därefter för IF Göta i Karlstad. Han vann SM-guld med Göta 1936/1937, och spelade i B-landslaget i bandy 1934 och 1936. Han avled hastigt av blodförgiftning på sin 26-årsdag, efter att ha råkat ut för en benskada.